# Mathieu Galtier
Mathieu Galtier, né le 23 mai 1982 à Dijon (Côte d'or), est un journaliste français indépendant (reporter freelance) à l’étranger depuis 2010 couvrant principalement la Tunisie et la Libye, après de premières expériences professionnelles dans la presse quotidienne régionale française.

## Biographie

### Études et débuts
- 2001-2005 Master en Science Politique à l'Institut d'études politiques de Lyon ;
- 2007-2009 Presse écrite et multimedia au Centre universitaire d'enseignement du journalisme (CUEJ) de Strasbourg

De 2006 à 2007, Mathieu Galtier a été journaliste-stagiaire à Paris au service régions puis au service France de l’hebdomadaire L'Express. Il a participé à l'élaboration de plusieurs dossiers ainsi que rédigé des articles liés à la campagne présidentielle de 2007. Toujours pendant ses études, il a été journaliste-rédacteur en 2008 pour rendre compte de la vie locale de quatre arrondissements de la ville de Lyon pour le quotidien Le Progrès. Pour terminer ses études en 2009 il est journaliste-stagiaire au quotidien Libération au service politique et société couvrant la France et rédige une quinzaine d'articles qui ont été publiés . Pour terminer le diplôme la CUEJ le délocalise en stage au Sichuan pour couvrir la reconstruction après le séisme .

### Carrière journalistique
Ses études terminées il devient titulaire de 2009 à 2010 au sein de l'agence locale de Sens pour le quotidien L'Yonne républicaine en tant que journaliste-rédacteur en charge de l'actualité locale et sportive du Sénonais .
C'est en 2010 qu'il devient journaliste indépendant et part pour l'Afrique de l'Est à Djuba au Sud-Soudan pour faire de la presse écrite et de la radio. En 2011 il part pour Khartoum au Soudan pour produire en presse écrite, radio et multimédia .
À la suite de son expulsion du Soudan en 2012, Mathieu Galtier part pour la Libye en Afrique du Nord, pour une vie professionnelle « intense » et « excitante » malgré les potentiels dangers, toujours comme journaliste indépendant en presse-écrite et radiodiffusion puis s'installe en Tunisie en 2015 et couvre l'actualité de la Tunisie et de la Libye ,.
Depuis 2015, basé en Tunisie il rédige des articles et réalise des reportages pour différents média comme le quotidien Libération, l'hebdomadaire Jeune Afrique, le magazine Afrique magazine, Associated Reporters Abroad (anglais), le magazine Slate Afrique, le quotidien Sud Ouest, l'hebdomadaire L'Obs, le réseau IRIN, l’Agence de reporters à l’étranger (ARA), Middle East Eye, Radio France internationale, le magazine hebdomadaire L'Express, le quotidien Suisse Le Temps.
Mathieu Galtier écrit principalement sur l’actualité politique, les conflits et combats, les familles déplacées, mais aussi sur l'économie, la culture et le sport. Il a couvert différents conflits, comme celui qui a opposé des milices à Tripoli en 2014 ou la guerre contre le groupe État islamique à Syrte en 2016 .

#### Passage à tabac par la police tunisienne
Alors qu’il couvrait la manifestation du 14 janvier 2022 marquant à la fois le 11e anniversaire de la chute de Ben Ali et l’opposition au projet politique du président Kaïs Saïed, Mathieu Galtier correspondant de Libération et collaborateur de Jeune Afrique à Tunis a été violemment agressé par les forces de l’ordre. Le Syndicat national des journalistes tunisiens (en) (SNJT) a fait état de 20 journalistes empêchés de travailler ou arrêtés à la suite de cette manifestation .

## Réalisations & publications
Mathieu Galtier publie de nombreux articles pour des media reconnus dont vous trouverez la liste au chapitre des liens externes.
En 2012 Mathieu Galtier participe à la campagne « Chaque jour, une idée pour faire baisser le Front national » de la revue littéraire La Règle du jeu .
En 2017 Mathieu Galtier est interviewé pour l'émission Forum de la Radio Télévision Suisse sur la réalité migratoire en Libye . Cette même année il réalise le reportage « De Sebha à Tripoli, des migrants marchandises » publié par Libération .
Maryline Dumas et Mathieu Galtier ont écris le livre « Jours tranquilles à Tripoli », préfacé par Nicolas Hénin, publié en 2018 aux éditions Riveneuve ,, dans lequel ils racontent leur expérience du quotidien dans la capitale libyenne où ils ont vécu trois ans avant de devoir s’installer en Tunisie pour des raisons de sécurité.